# Ibi-Pippi Orup Sommer
Ibi-Pippi Orup Sommer (født Per Erik Nielsen i 1977) er en dansk samtidskunstner og forfatter. Hun hed tidligere Ibi-Pippi Orup Hedegaard, og giftede sig til efternavnet Sommer i juli 2024. Hun er far til 8 børn. Hun blev landskendt, da hun i 2015 fik foretaget et juridisk kønsskifte fra mand til kvinde og herefter udførte en happening i Viborg Svømmehal ved at gå ind i kvindernes omklædningsrum for at klæde om.
Hun er gift for 4. gang med journalist, kunstkurator og kandidat i pædagogisk filosofi Tine Orup Sommer. Parret mødte hinanden da hun blev ansat som Ibi-Pippis manager. Ibi-Pippi blev i juni 2024 idømt 1,5 års ubetinget fængsel i Højesteret for groft hærværk mod et Asger Jorn maleri. Hendes forsvarer var advokat Mette Grith Stage. Ibi-Pippi afsonede først 4 måneder i Møgelkær Fængsel, dernæst 1 måned i Nyborg Statsfængsels arrest, derpå 1 måned i Kragskovhede Fængsels lukkede afdeling, hvorefter hun blev udsluset til først Kragskovhede Fængsels åbne afdeling i 2 uger. Hun afsoner pt. i eget hjem med fodlænke.

## Kendte værker

### Toksisk Maskulinitet (2025)
I februar 2025 lavede Ibi-Pippi under sin afsoning i Møgelkær Fængsel det grafiske værk Toksisk Maskulinitet som en protest mod den ekstreme seksualisering hun oplevede at de mandlige indsatte udsatte både kvindelige fængselsfunktionærer og kvindelige figurer i reklamer og TV for. Værket blev af fængselsledelsen beskyldt for at være en seksuel krænkelse af kvindelige fængselsfunktionærer i Møgelkær Fængsel. Som konsekvens af værket blev hun overflyttet til lukket fængsel indtil at Direktoratet for Kriminalforsorgen omgjorde afgørelsen og senere tildelte Ibi-Pippi erstatning og strafnedsættelse.

### You are welcome to use the exit door (2023)
I juli 2023 udstillede Ibi-Pippi på Galleri Vagn i Horsens. Udstillingen hed Lystens Perle og var kurateret af Tine Sommer. Ferniseringen fandt sted d. 1. juli kl. 11:00. Kl. 11:11 slog galleriet salgsrekord da værket You are welcome to use the exit door blev solgt til en kunstsamler. Værket består af en kunstnerisk bearbejdet udgave af læge Svend Lings selvmordsmanual.

### Den foruroligende kælling (2022)
I 2022 udførte hun en happening på museum Jorn i Silkeborg. Happeningen bestod af en dobbeltmodifikation af billedkunstner Asger Jorns kendte værk Den foruroligende ælling. Det førte til en dom på 1,5 års ubetinget fængsel for hærværk og knap 1,9 millioner kr. i erstatning i Retten i Viborg i 2023. Dommen blev anket til Vestre Landsret som idømte Ibi-Pippi 1 års ubetinget fængsel i august 2023. Sagen blev endeligt afgjort i Højesteret i juni 2024 som forhøjede landsrettens dom til 1,5 års ubetinget fængsel. Højesteret anså det som skærpende omstændigheder at hærværket var udført på et uerstatteligt og betydningsfuldt offentligt udstillet maleri, og at handlingen blev livestreamet af journalister der var dukket op for at overvære happeningen.
Dobbeltmodifikationen af Jorns værk gik verden rundt . Professor i billedkunst Jens Haaning stod offentligt frem og erklærede at han var "decideret imponeret" over Ibi-Pippis happening. Selv mener Ibi-Pippi at dobbeltmodifikationen handler om kunstnerisk ejerskab, og at hun principielt har lige så meget ret, som Jorn havde, til at skamfere det oprindelige værk og tage credit for en anden kunstners arbejde.
Kort efter dobbeltmodifikationen gik de to kunstnerkollegaer Kristian von Hornsleth og Poul Pava sammen med Ibi-Pippi for at lave et støtteværk. Værket hedder FUCK JORN og blev solgt for 175.000 kr. til en tysk kunstsamler.

### Bottle Baby (2016)
Ibi-Pippi udførte i 2016 en happening på sin egen udstilling i Nørresundby. Her blendede hun resterne af sin tidligere kones ufrivillige abort og indtog dette. Værket hed Bottle Baby  og kunstneren udtalte at det handlede om at sætte fokus på den ligegyldighed hun mener at fostre under 12 uger bliver behandlet med, når forældrene gennemgår en ufrivillig abort, idet fostre under 12 uger bliver smidt i en skraldespand og ikke har mulighed for jordfæstelse. 

### iPhone 6/sex (Materialistisk liderlighed) (2014)
Ibi-Pippi udførte en happening i 2014 hvor hun simulerede samleje med en iPhone-attrap i Føtex i Viborg for at sætte fokus på materialistisk liderlighed.

## Foredrag og TV

### Kunst og kriminalitet
Den 6. juni 2023 gæstede Ibi-Pippi North Urban Art Studio i Aalborg sammen med kunstnerne Kristian von Hornsleth og Jens Haaning samt Tine Orup Sommer til en artist talk ved navn Kunst og kriminalitet. Eventet blev udsolgt kort efter billetsalgets start. Foredraget 'Kunst og kriminalitet' har været på turne i de største byer i Danmark, senest Århus d. 22 september 2023 som også meldte udsolgt inden foredragets start.

### DK4 DokumentarserienFængslende kunst
I juni 2024 blev første afsnit af dokumentarserien 'Fængslende kunst' vist på DK4. Dokumentarserien består af 3 afsnit. Første afsnit 'Dommen - Den Foruroligende Ælling for Højesteret' følger Ibi-Pippi i dagene op til Højesterets afgørelse. Andet afsnit 'Ibi-Pippi rykker i fængsel' følger Ibi-Pippi i tiden op til indsættelsen. Tredje afsnit 'Uventet disciplinærstraf' følger Ibi-Pippis ægtefælle under Ibi-Pippis ophold i Nyborg Fængsels arrest.

## Forfatterskab
2001: Løgn og Latin, digte, Forlaget Underskoven
2005-2006: Skriveophold på O'Sheras hotel, Irland
2011: Fissefeber, digte, Forlaget Kahrius
2012: Foredragsturné
2014: Citronmåne, roman, Forlaget Fimbul
2015: Prol!, digte, Forlaget Fimbul
2016: Pan og pindprinsen, i samarbejde med Poul Pava, forlaget Mellemgaard
2021: Tildeles Det danske forfatter og oversættercenters legat til Hald Hovedgaard
2022: Borderline/blues, kortprosa og digte, forlaget Mellemgaard
2023: Tildeles Det danske forfatter og oversættercenters legat til Hald Hovedgaard
2024: KungFu Girl 9220, Forlaget Finurlig Fugl
2024: Under stormen, Forlaget Legimus

## Uddannelse
1995- 98: HHX, Skive handelsskole
98-2000: Den danske ungdomsradioskole i Fredericia